# 沼澤康一郎
沼澤 康一郎（ぬまざわ こういちろう、1930年8月15日 - 1989年5月18日）は、北海道函館市出身のプロ野球選手（外野手、捕手）・コーチ、解説者・評論家。
妻は国体に出場して最優秀選手を獲得したこともあるバスケットボール選手で、次男の沼澤尚はドラマー。

## 来歴・人物
ルー・ゲーリッグに憧れ、野球選手を目指す。旧制函館中では4番・一塁手として活躍し、1946年には全道大会準決勝で帯広中を17-16という大乱戦の末に降すと、決勝でも沼澤が4長短打の活躍で札幌光星中を破り戦後初優勝を飾った。戦後初出場となった夏の甲子園でも初戦で山形中を降して戦後初勝利を挙げたが、準々決勝でエース平古場昭二を擁する浪華商に敗退。
卒業後は1949年に早稲田大学第一法学部へ進学し、東京六大学リーグでは外野手で1番を打ったほか、捕手として在学中に5回の優勝を経験。大学同期に岩本尭・荒川博、1年下に広岡達朗・小森光生・福嶋一雄がいた。
大学卒業後は1953年に毎日オリオンズへ入団し、1年目の同年は開幕2戦目に1番・左翼手に抜擢される。その後は16試合に先発マスクを被るが、土井垣武の壁を破れず正捕手には届かなかった。同郷の後輩で、国鉄に入団予定であった橋本力を囲い込んで入団させ、後に俳優に転向する橋本は沼澤を恩人と敬愛している。1年目オフにスポーツ新聞が打者別の投手成績を特集していたのをヒントに、ダッグアウトの片隅やネット裏で、オリオンズ投手陣のピッチング内容を細かく書き留めるようになる。後にメモ用の小さな手帳は6冊、大学ノートは3冊たまった。
2年目の1954年には土井垣が東映に移籍するが、新入団のチャーリー・ルイスが捕手の定位置を獲得したため控えに回る。
その後は捕手と外野手を兼ねて起用されるが、1956年には退団したルイスの後継を佃明忠、鵜飼昭雪と争い、8月には正捕手の座に就く。同年は自己最多の90試合出場で41試合に先発マスクを被るが、1957年は醍醐猛夫が新入団、1958年には谷本稔の移籍入団もあり出場機会が減少。
1959年の開幕前には三平晴樹・若生智男・稲垣忠美・醍醐・谷本と共にペナントレースへのミーティングを開き、他球団の仮想メンバーを作り、各チームのキャンプ、オープン戦の動きを伝えるスポーツ紙を資料にして討論。醍醐や谷本にレギュラーの座を譲ったが、練習で、実戦で、縁の下の力持ち的としてなくてはならぬアドバイザーとなり、メモをポケットに忍ばせてゲームを見守った。同年引退。
引退後は大毎の二軍コーチ（1960年）を1年だけ務め、大洋との日本シリーズでは、本堂保次二軍監督や三宅宅三スコアラーと共に8月から情報収集してメモを作成。シリーズ前に顔を揃えたチームの全選手にメモを発表したが、生かされず4連敗に終わった。
退団後は日刊スポーツ記者（1961年 - 1969年）となり、日本テレビ（1964年）→TBS（1965年 - 1969年）の解説者としても人気を博す。
1970年、野村克也選手兼任監督に根性野球ではなく頭脳野球を理解できる人材として招聘され、南海ホークス一軍打撃コーチに就任 。1971年には大きな交通事故に遭うも奇跡的に復活し、在任中は島野育夫・富田勝・藤原満・桜井輝秀・門田博光を育て、7年ぶりのリーグ優勝に貢献した1973年退任。
1974年にはヤクルトスワローズ一軍打撃コーチに就任し、監督の荒川、コーチの広岡・小森と共に「早稲田カルテット」の一角を担う。投手部門でも荒川のアドバイザーとして活躍し、14年ぶりのAクラス入りに貢献。1975年からはヘッドコーチ専任として「早稲田カルテット」の中和剤的な役割を務め、チームのムード作りに徹したが、1976年に1年だけスコアラーを務めて退団。在任中の1975年オフの11月8日には東京六大学野球連盟結成50周年記念試合プロOB紅白戦メンバーに選出され、荒川率いる白軍の選手として出場。
退団後はフリーの評論家となり、東京12チャンネル→テレビ東京（1977年 - 1989年）・ラジオ関東で解説も務めた。アメリカでミラーライトビールのCFに出演し全米No.1を取ったり、ソビエト連邦の大学生に野球を教えに行ったり、日本テレビ「おはよう!こどもショー」の少年チーム「モーニングス」監督（1978年 - 1980年）など多岐にわたり球界で活躍。その傍らで、野球に関する著述家としても活動。「少年野球教室」「ぼくらの野球教室」など「野球上達シリーズ」を手がけ、多くの野球少年に向けた著作物を刊行。また、「日本プロ野球不滅の名勝負」「栄光のオールスターゲーム」「小さな大打者・若松勉」「激闘の日本シリーズ30年史」などのノンフィクション本も多く刊行。
1989年5月18日、癌のため急逝。58歳没。墓所は多磨霊園。

## 詳細情報

### 年度別打撃成績
| 年 度     | 球 団     | 試 合 | 打 席 | 打 数 | 得 点 | 安 打 | 二 塁 打 | 三 塁 打 | 本 塁 打 | 塁 打 | 打 点 | 盗 塁 | 盗 塁 死 | 犠 打 | 犠 飛 | 四 球 | 敬 遠 | 死 球 | 三 振 | 併 殺 打 | 打 率 | 出 塁 率 | 長 打 率 | O P S |
| --------- | --------- | ----- | ----- | ----- | ----- | ----- | -------- | -------- | -------- | ----- | ----- | ----- | -------- | ----- | ----- | ----- | ----- | ----- | ----- | -------- | ----- | -------- | -------- | ----- |
| 1953      | 毎日 大毎 | 38    | 69    | 61    | 5     | 14    | 2        | 0        | 0        | 16    | 3     | 1     | 3        | 1     | --    | 6     | --    | 1     | 3     | 0        | .230  | .309     | .262     | .571  |
| 1954      | 毎日 大毎 | 43    | 61    | 52    | 9     | 15    | 1        | 0        | 1        | 19    | 4     | 3     | 0        | 0     | 0     | 9     | --    | 0     | 3     | 5        | .288  | .393     | .365     | .759  |
| 1955      | 毎日 大毎 | 69    | 112   | 98    | 9     | 20    | 1        | 0        | 1        | 24    | 14    | 0     | 2        | 1     | 1     | 12    | 0     | 0     | 18    | 2        | .204  | .291     | .245     | .536  |
| 1956      | 毎日 大毎 | 90    | 217   | 197   | 16    | 35    | 1        | 1        | 1        | 41    | 13    | 3     | 1        | 5     | 0     | 15    | 0     | 0     | 30    | 4        | .178  | .236     | .208     | .444  |
| 1957      | 毎日 大毎 | 46    | 79    | 66    | 10    | 15    | 3        | 1        | 0        | 20    | 8     | 2     | 0        | 2     | 2     | 9     | 0     | 0     | 15    | 1        | .227  | .320     | .303     | .623  |
| 1958      | 毎日 大毎 | 30    | 34    | 34    | 2     | 8     | 0        | 0        | 1        | 11    | 3     | 2     | 0        | 0     | 0     | 0     | 0     | 0     | 4     | 0        | .235  | .235     | .324     | .559  |
| 1959      | 毎日 大毎 | 10    | 6     | 5     | 0     | 0     | 0        | 0        | 0        | 0     | 0     | 0     | 1        | 0     | 0     | 1     | 0     | 0     | 0     | 0        | .000  | .167     | .000     | .167  |
| 通算：7年 | 通算：7年 | 326   | 578   | 513   | 51    | 107   | 8        | 2        | 4        | 131   | 45    | 11    | 7        | 9     | 3     | 52    | 0     | 1     | 73    | 12       | .209  | .283     | .255     | .538  |

- 毎日（毎日オリオンズ）は、1958年に大毎（毎日大映オリオンズ）に球団名を変更

### 背番号
- 4 （1953年 - 1959年）
- 61 （1960年）
- 72 （1970年 - 1975年）

## 関連情報

### 出演番組
- ○曜ナイター（1964年。日本テレビ）
- ○曜ナイター (TBSテレビ)（1965年 - 1969年。TBS）
- TBSナイター（1965年 - 1969年。TBSラジオ）
- ○曜ナイター (12ch)→戦国ナイター（1977年 - 1989年。東京12チャンネル→テレビ東京）
- ラジオ関東バッチリナイター（ラジオ関東）
- ゴールデンナイター/パワーアップナイター/プロ野球中継（1980年代。テレビ朝日）[12]

### 著書
- 日本プロ野球 不滅の名勝負（1977年5月1日、恒文社）
- 野球上達実践のコツ（1978年1月1日、秋田書店）
- 激闘の日本シリーズ30年史（1979年11月1日、恒文社）
- 小さな大打者 若松勉（1981年3月1日、恒文社）
- ぼくらの野球教室（1981年1月1日、新日本出版社）
- 日本プロ野球 栄光のオールスターゲーム（1981年8月1日、恒文社）
- 少年野球教室:君も名選手になれる（1985年1月1日、成美堂出版）